# Diocese de Gurué

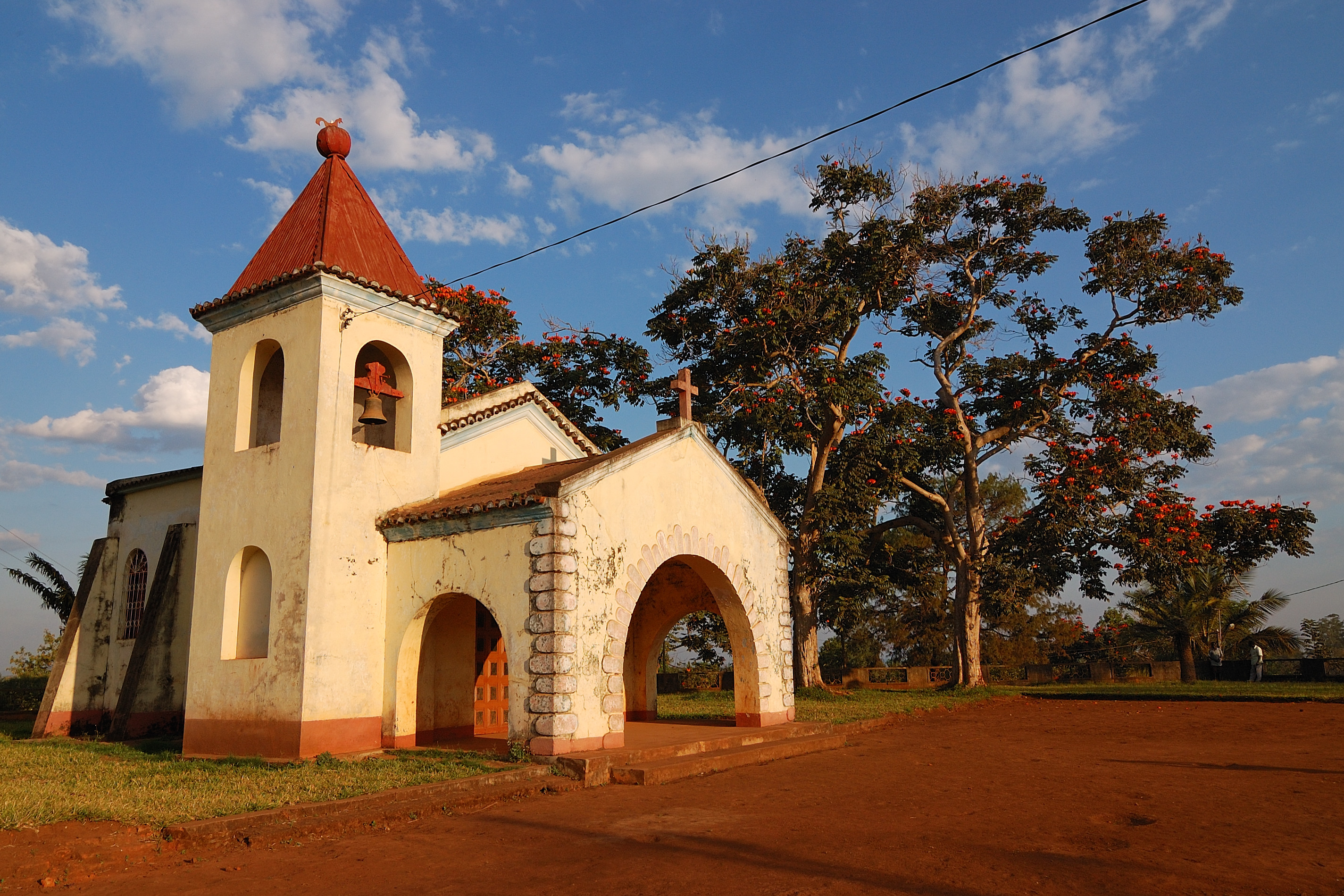
Capela na diocese em Gurué.

A Diocese de Gurué encontra-se geograficamente localizada na região central da República de Moçambique, e compreende além do território geográfico do distrito de Gurué, outros distritos da Província de Zambézia. A sede da diocese encontra-se na cidade do Gurué, antiga Vila Junqueira, a qual foi elevada a cidade e município em 1998. Foi o facto da sua escolha como sede de diocese que levou o governo a considerar Gurué na proposta de passar a ser o 43º município do país.
A diocese foi erigida a 6 de Dezembro de 1993 pelo Papa João Paulo II pela Bula Enixam suscipientes,  desmembrando-a da Diocese de Quelimane. Foi seu primeiro bispo Dom Manuel Chuanguira Machado.
Serviu de Pro-Catedral a Igreja de Santa Maria Imaculada. Depois de organizada, a Igreja de Santo António de Lisboa passou a ser Sé Catedral. É Santo António seu padroeiro principal, com festa obrigatória no dia 13 de Junho.
A diocese abrange um total de 18.578 Km2, numa população total de 1.255.736, sendo 559.783 católicos, portanto, 44,58% da população, distribuídos por 12 paróquias.

## História
Foi primeiro bispo da diocese Dom Manuel Chuanguira Machado, que era natural de Banaze. Foi ordenado bispo por Dom Jaime Pedro Gonçalves no 22 de Maio de 1994, torando-se bispo residencial nessa altura. Como sucessor dos Apóstolos e seu primeiro pastor, Dom Manuel, deixou uma diocese bem organizada pelo seu trabalho promissor, cuja dedicação ao seu rebanho deixou muitos frutos. Resignou ao seu cargo em 2009. Em 24 de Março de 2010 Bento XVI nomeia um missionário da Consolata para bispo de Gurué. Dom Francisco Lerma Martínez, que nasceu em El Palmar, Espanha, foi ordenado bispo no dia 30 de Maio de 2010, e tomou posse da diocese no dia 13 de Junho do mesmo ano.
Actualmente a diocese tem 37 sacerdotes, dos quais 19 são diocesanos. A maioria dos habitantos estão concentrados no município de Gurué, seguido dos postos administrativos de Lioma e Mepuagiua. No entanto a diocese é maioritáriamente rural e os seus habitantes dependem principalmente das plantações de chá a par de plantações de outros tipos: café, fruta, etc.
Quase a totalidade das actuais paróquias (antigas missões) da Diocese eram, antes de 1975, de predomínio Franciscano. Actualmente a actividade da pastoral diocesana está organizada na base das Pequenas Comunidades Cristãs (PCC) que, no seu conjunto, formam as Comunidades Cristãs (CC). Dependendo da realidade da geografia física e humana que cada paróquia comporta, as comunidades cristãs podem ou não se constituírem em zonas paroquiais(ZP).

## Lista dos Bispos de Gurué
|                          | Nome                             | Período    | Notas                   |
| Bispos                   | Bispos                           | Bispos     | Bispos                  |
| ------------------------ | -------------------------------- | ---------- | ----------------------- |
| 3º                       | Inácio Lucas Mwita               | 2021-atual |                         |
| 2º                       | Francisco Lerma Martínez, I.M.C. | 2010-2019  |                         |
| 1º                       | Manuel Chuanguira Machado        | 1993–2009  |                         |
| Administrador apostólico |                                  |            |                         |
|                          | Germano Grachane, C.M.           | 2019-2021  | Bispo emérito de Nacala |